# Černá v Pošumaví
Obec Černá v Pošumaví (do roku 1950 pouze Černá, německy Schwarzbach) se nachází v okrese Český Krumlov, kraj Jihočeský, zhruba 18 km jihozápadně od Českého Krumlova u vodní nádrže Lipno. Rozkládá se na obou březích Vltavy. Žije zde 856 obyvatel. 

## Části obce
- Černá v Pošumaví
- Bližná, včetně Jestřábí a Radslavi
- Dolní Vltavice
- Mokrá
- Muckov
- Plánička

## Historie
První písemná zmínka o obci pochází z 2. března 1268, kdy bylo jméno obce Na Hirzowe (Na Hirzově, německy Hirschau) uvedeno na darovací listině krále Přemysla Otakara II. jeho purkrabímu Hirzovi. V letech 1938 až 1945 byla obec v důsledku uzavření Mnichovské dohody přičleněna k Německé říši jako součást župy Oberdonau. V roce 1945 byla osvobozena americkou armádou.

### Pojmenování obce
Obec v průběhu času měnila jméno:
- 1268 Natschernerece (Na černé řece)
- 1284 Nachirnie
- 1483 Czerna
- 1530 Schwarczpach
- 1654 Sswarczbach
- 1720 Schwartzbach
- 1841 Schwarzbach
- 1880 až 1890 a 1921 až 1930 Černá obec[7]

### Zaniklé obce
V dnešním katastrálním území Černé v Pošumaví došlo po roce 1945 k prudkému snížení počtu obyvatelstva, částečně vystěhováním německého obyvatelstva a pak výstavbou lipenské nádrže. Došlo k částečnému nebo úplnému zániku sídel: Bednáře, Dolní Borková, Dolní Vltavice, Horní Borková, Hostínova Lhota, Hubenov, Jámy, Jestřábí, Kozí Stráň, Kramolín, Kyselov, Nová Lhota, Ořechovka, Pestřice, Radslav,  Rybáře a Slavkovice.

### Náboženství
Území obce spadalo do 1. ledna 2020 pod dvě farnosti římskokatolické církve, a to pod římskokatolickou farnost Černá v Pošumaví a pod římskokatolickou farnost Dolní Vltavice.

### Těžba grafitu
Význam obce vzrostl v 18. století. V roce zažádal pražský purkrabí o vzorky tuhy, kterou tehdy dobývali sedláci nehornickou metodou. Pro zájem obchodníků a dále státní správy byla roku 1811 tuha vyhlášena za vyhrazenou nerostnou surovinu a její těžba se musela řídit báňským zákonem. Grafitové doly byly otevřeny Schwarzenbergy roku 1812. Tuhy se používalo k výrobě tužek ve Zlaté Koruně a v Českých Budějovicích ve firmě Kooh-i-noor Hardtmuth. Většina ložisek tuhy byla zatopena přehradní nádrží, severněji u vsi Mokrá se dochoval portál Josefovy štoly – technická památka. Po roce 1958 byl v provozu jen důl Václav jižně u vsi Bližná. Roku 1998 byl zakonzervován a je využíván jako zdroj vysoce kvalitní vody.

## Obyvatelstvo

Vývoj počtu obyvatel

K prudkému poklesu obyvatelstva došlo z důvodu vysídlování německých obyvatel a poté částečně také kvůli výstavbě přehradní nádrže Lipno, která v Černé i okolí zatopila mnoho domů a hospodářských budov.
Vývoj počtu obyvatel: 
| Rok  | Celkem | Mužů | Žen | Bližná | Černá | Dolní Vltavice | Mokrá | Muckov | Plánička |
| ---- | ------ | ---- | --- | ------ | ----- | -------------- | ----- | ------ | -------- |
| 1869 | 2029   |      |     | 261    | 378   | 540            | 433   | 202    | 215      |
| 1900 | 2507   |      |     | 359    | 529   | 692            | 511   | 203    | 213      |
| 1930 | 2442   |      |     | 364    | 533   | 670            | 451   | 194    | 230      |
| 1950 | 711    |      |     | 91     | 268   | 68             | 138   | 75     | 71       |
| 1961 | 750    | 400  | 350 | 120    | 367   | 31             | 85    | 79     | 68       |
| 1970 | 845    | 431  | 414 | 124    | 486   | 39             | 63    | 92     | 41       |
| 1980 | 807    | 419  | 388 | 93     | 561   | 23             | 41    | 69     | 20       |
| 1990 | 796    | 413  | 383 | 100    | 582   | 18             | 26    | 55     | 15       |
| 2006 | 815    |      |     |        |       |                |       |        |          |
| 2008 | 808    |      |     |        |       |                |       |        |          |

## Chráněné části přírody
Obec je na území Chráněné krajinné oblasti Šumava.

### Přírodní rezervace
- Kozí stráň
- Pláničský rybník

### Přírodní památky
- Kotlina pod Pláničským rybníkem
- Olšina v Novolhotském lese
- Rašeliniště Kyselov
- Slavkovické louky
- Velké bahno

### Zajímavost
Ve vsi se nachází nejvýše položené čapí hnízdo v České republice. Hnízdo je již více než 50 let pravidelně obýváno párem čápů bílých, kteří zde každoročně přivádějí na svět svá mláďata. 

## Pamětihodnosti
- Kostel Neposkvrněného početí Panny Marie, na místě dřevěné kaple z roku 1787 postaven v roce 1799 a v letech 1901 - 1904 upraven v novorománském slohu s věží.
- Socha svatého Jana Nepomuckého[13]
- Kaple Panny Marie (Dolní Vltavice)[14]
- Boží muka (Dolní Vltavice)[15]

## Doprava
- Železniční stanice Černá v Pošumaví na trati České Budějovice – Černý Kříž je v Hůrce.[16]
- V Černé v Pošumaví je křížovatka silnic I/39, II/163 a III/1638.
- V Černé v Pošumaví a v Dolní Vltavici je přístaviště sezónní linkové či okružní lodní linky z Lipna nad Vltavou.[17] Z Dolní Vltavice jezdí na pravý břeh Vltavy přívoz.
- Na pravém břehu Vltavy je přeshraniční propojení s Rakouskem, a to Kyselov – Diendorf.[18]
- Přes Černou v Pošumaví vede cyklistická trasa 33.

## Osobnosti
- Johann Weiß (politik) (* 1864), rolník, starosta a poslanec zemského sněmu[19][20]

## Galerie

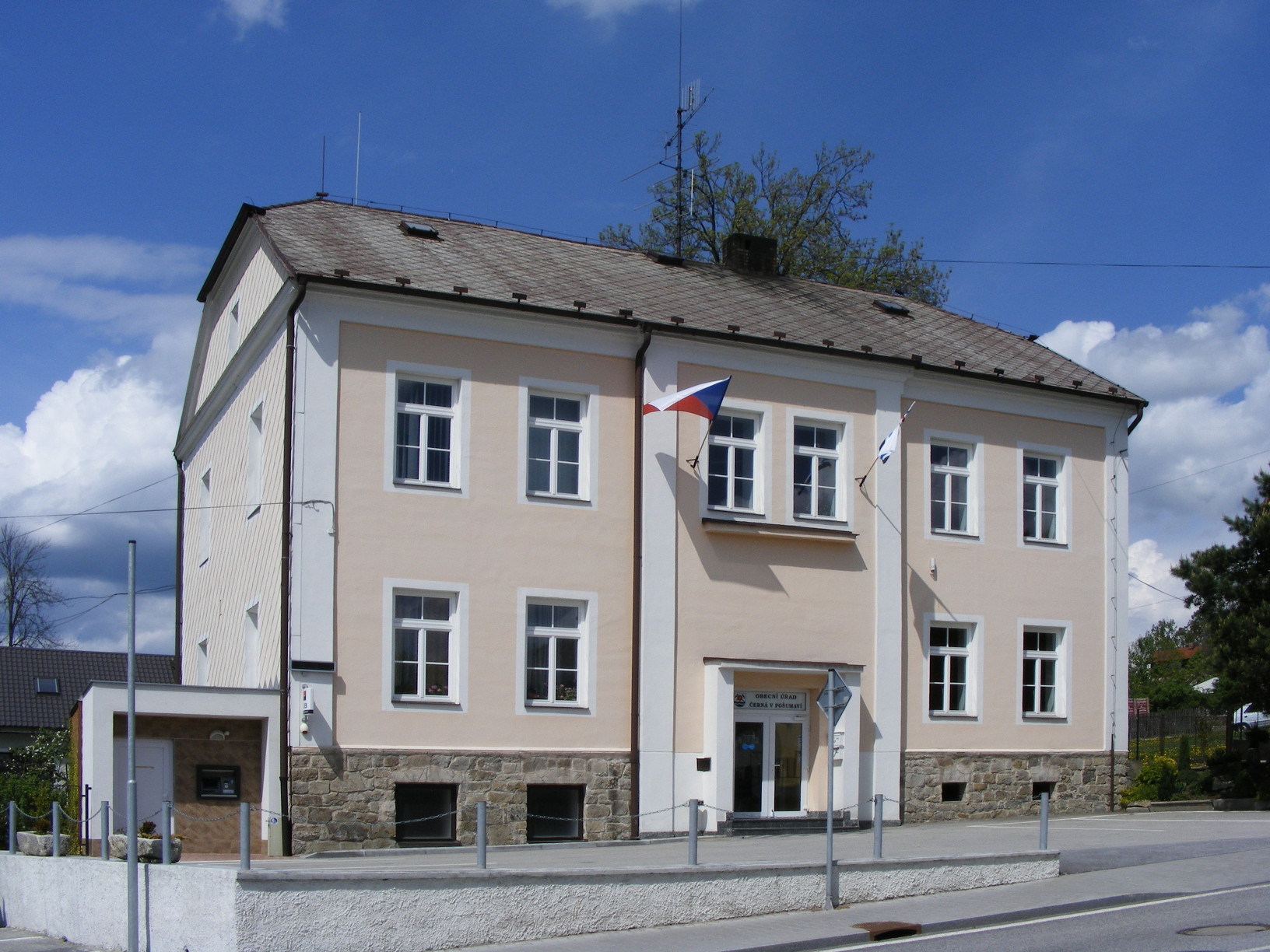
Obecní úřad
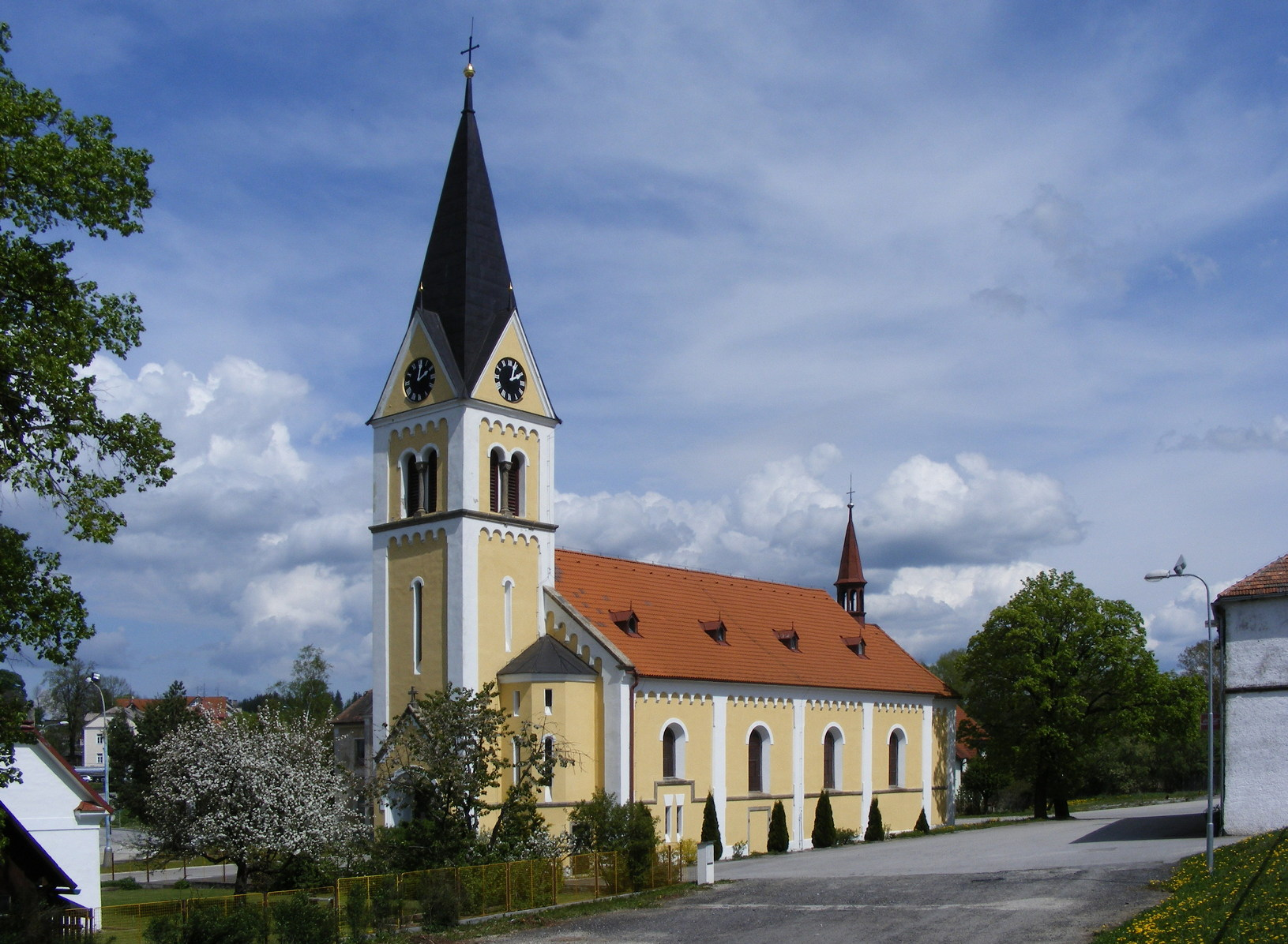
Kostel Neposkvrněného početí Panny Marie
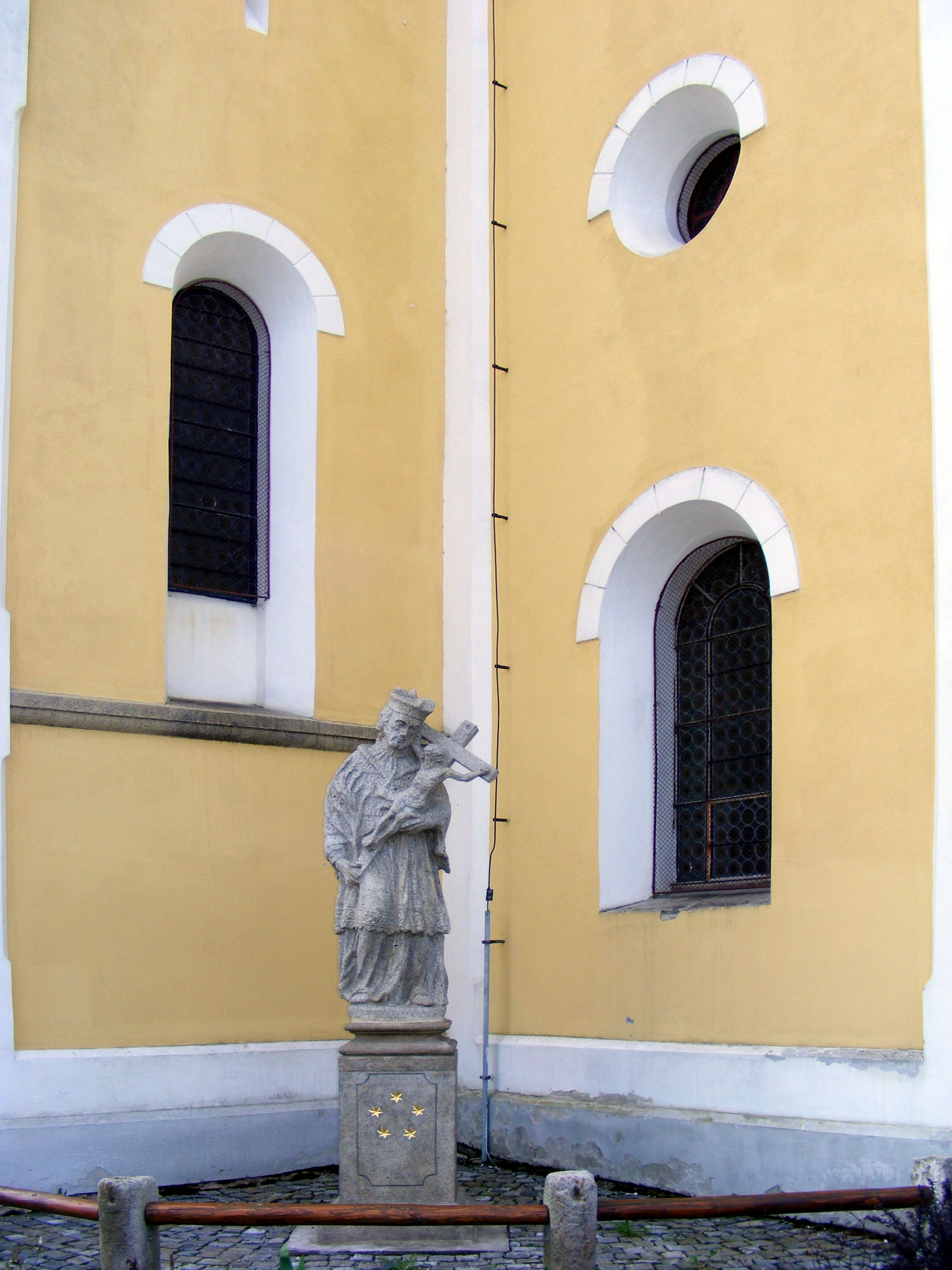
Socha svatého Jana Nepomuckého u vchodu do kostela
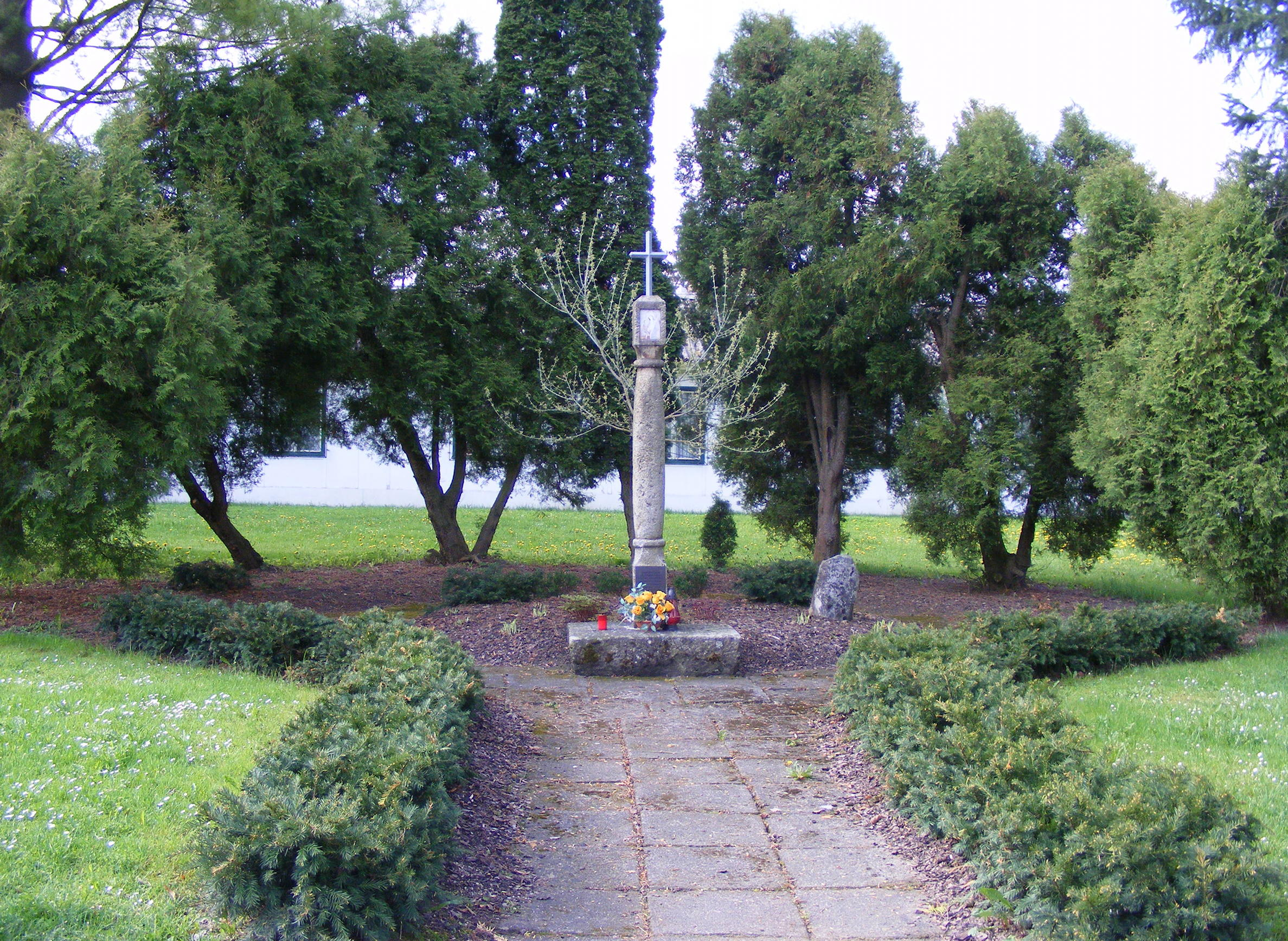
Památník na místě bývalého hřbitova
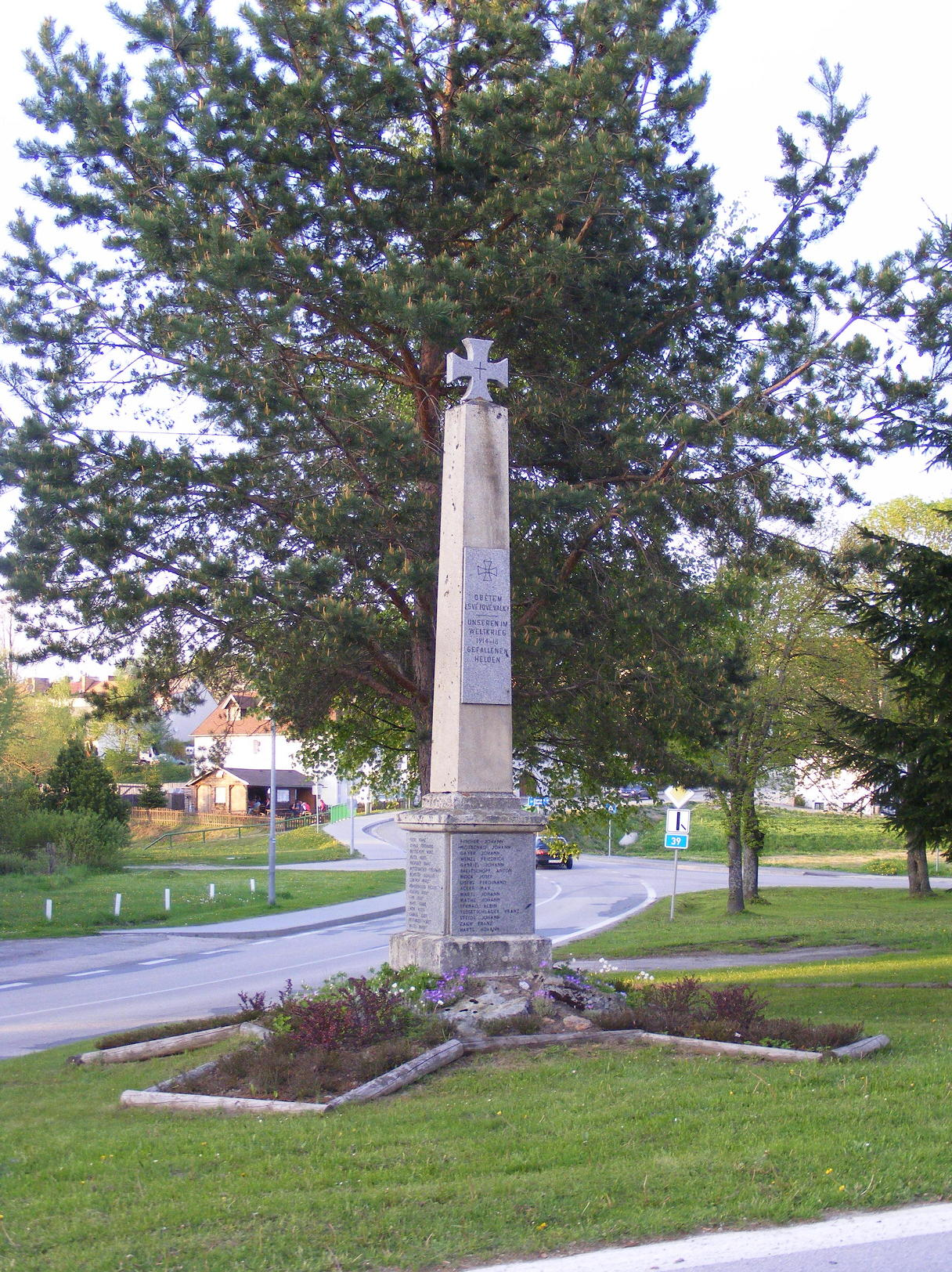
Památník obětem I. světové války
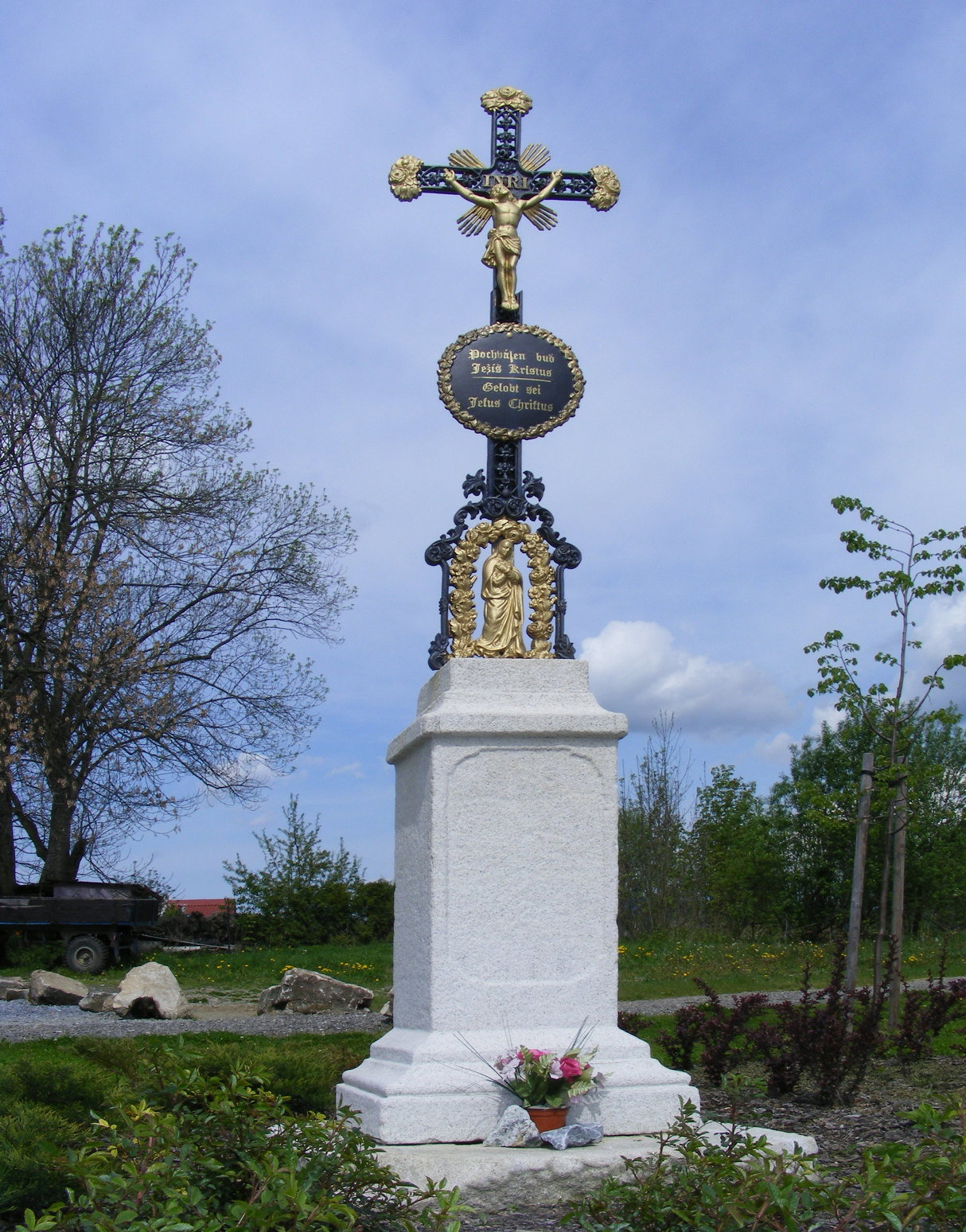
Veřejný krucifix nad obcí
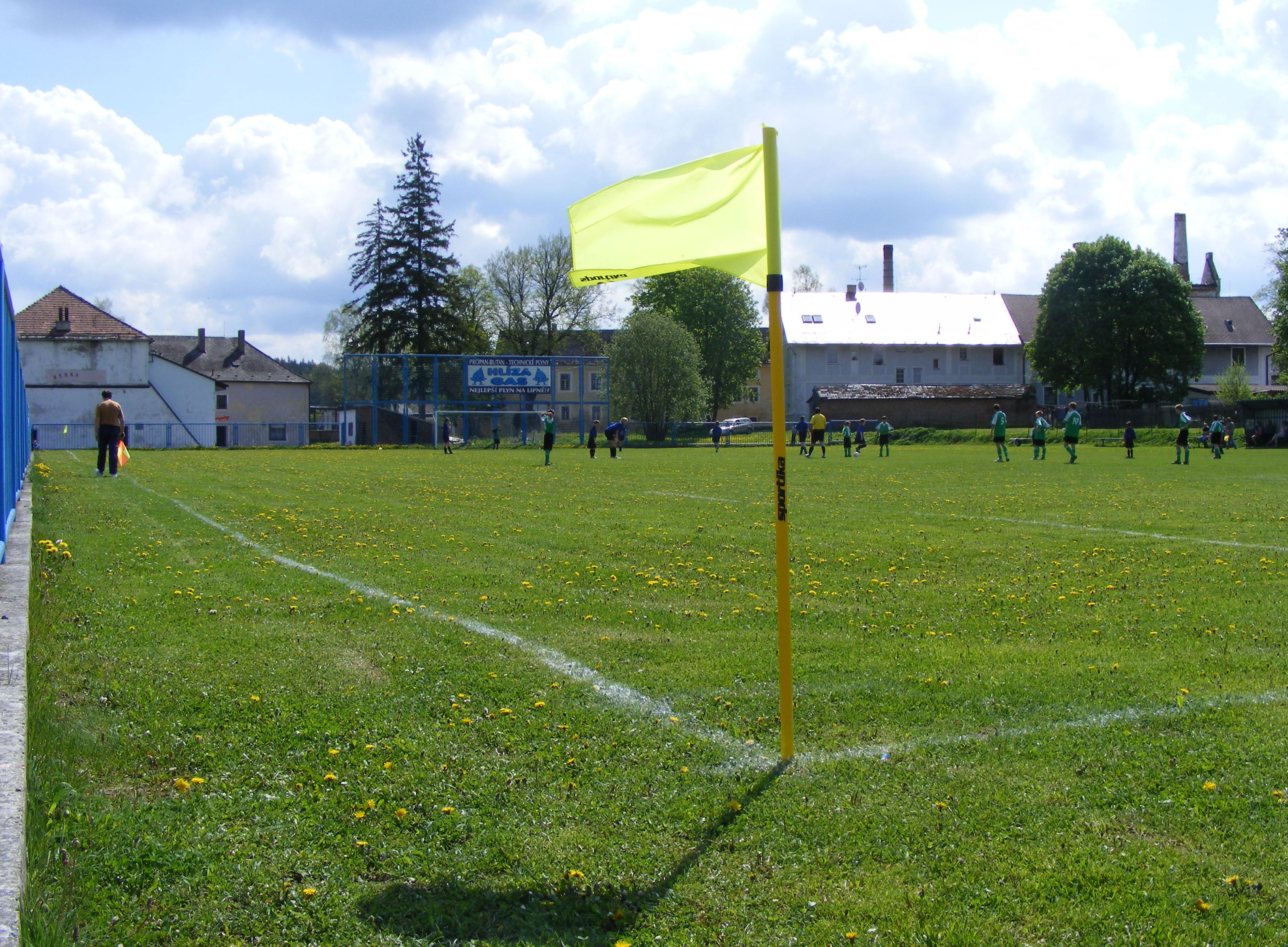
Fotbalové hřiště
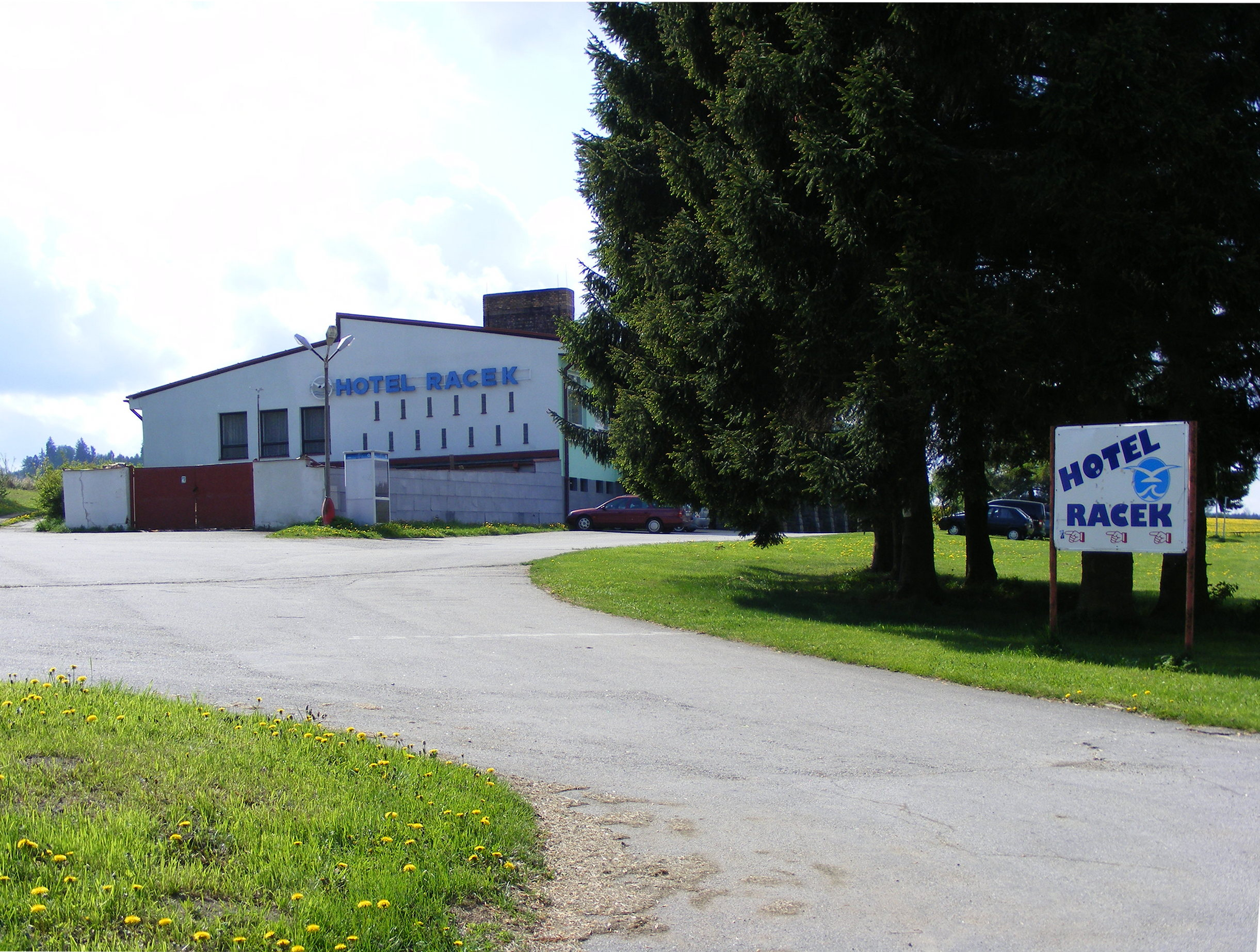
Hotel Racek
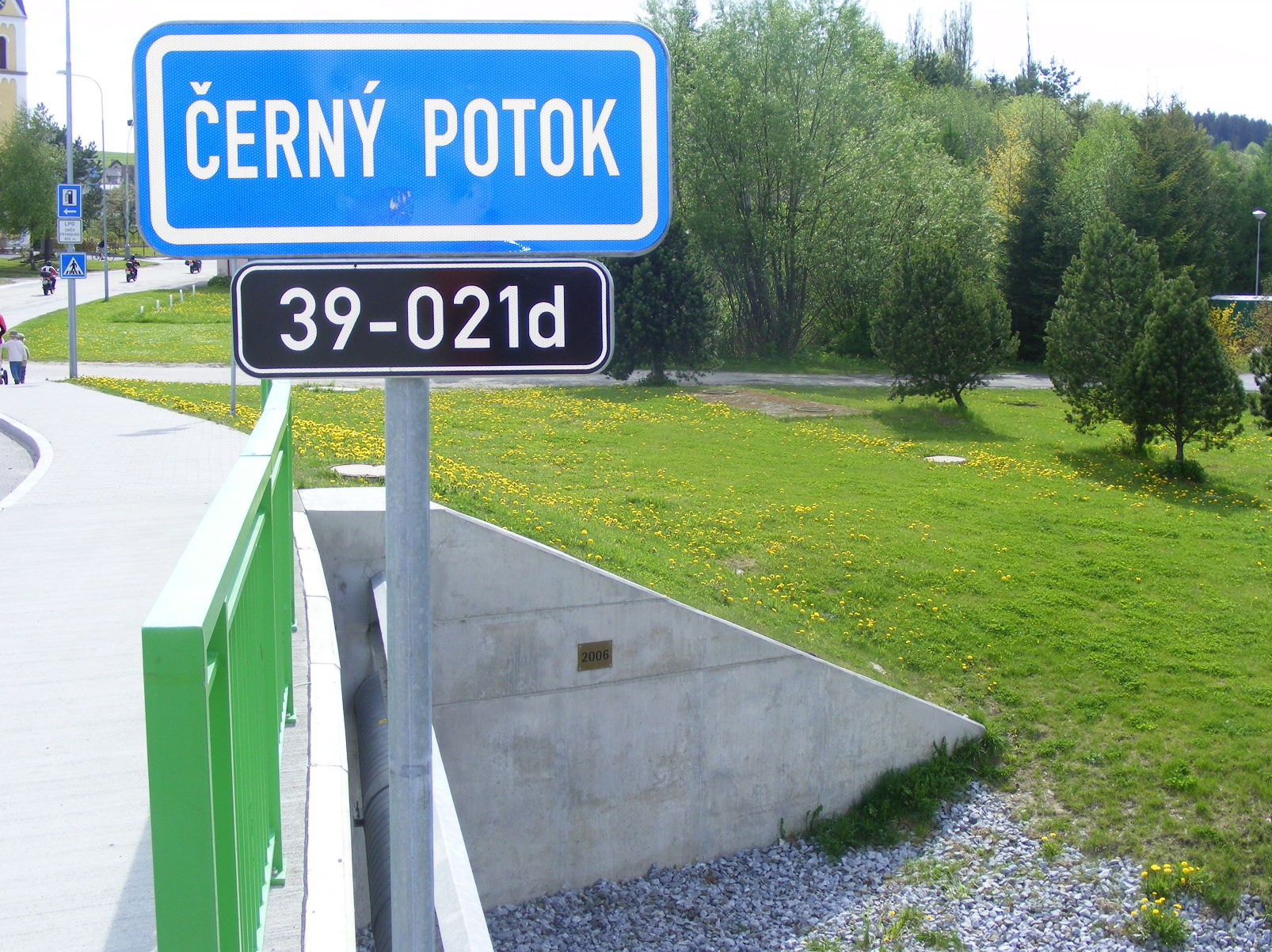
Most přes Černý potok
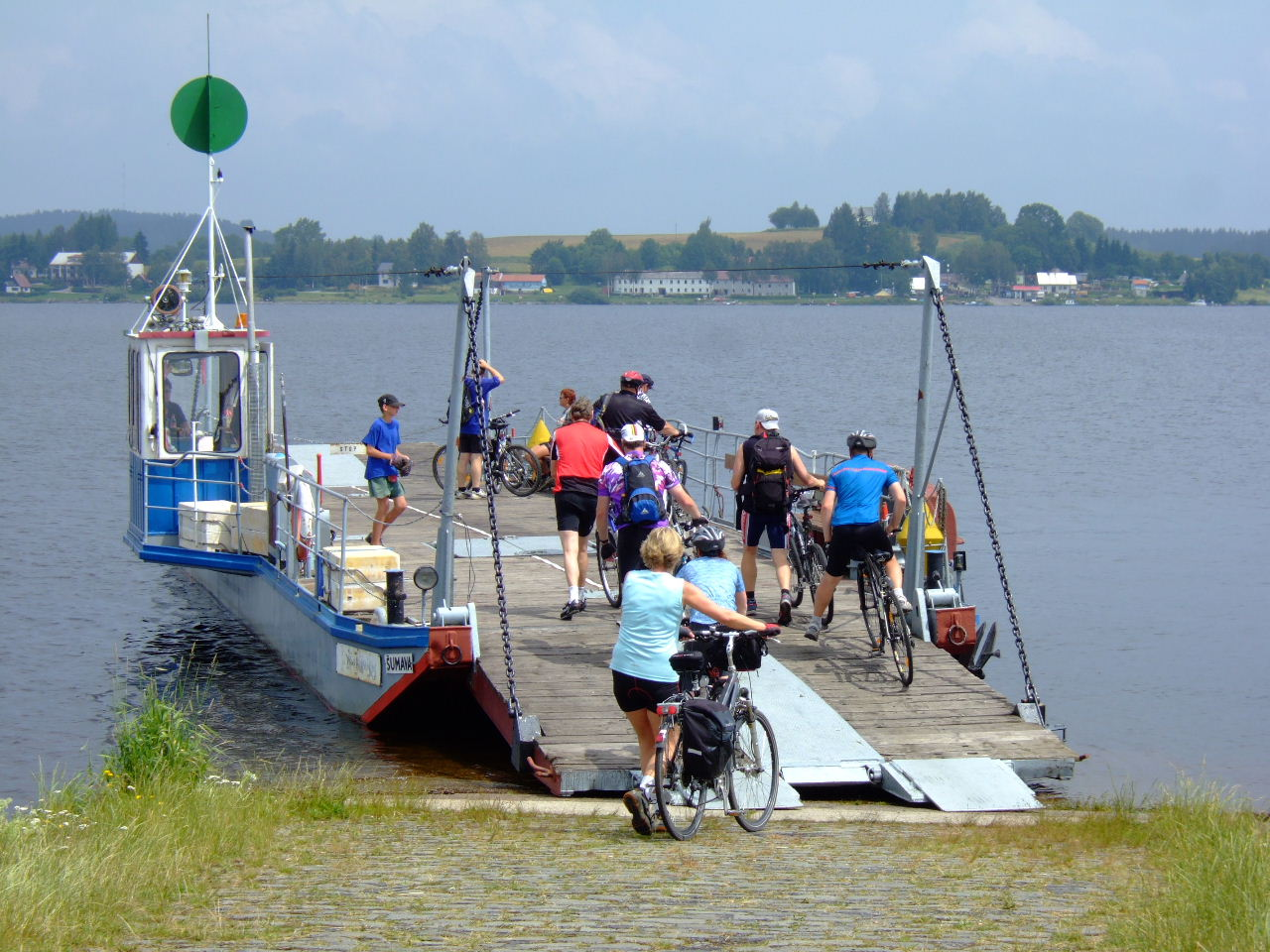
Přívoz přes Lipno